# Loi d'Okun

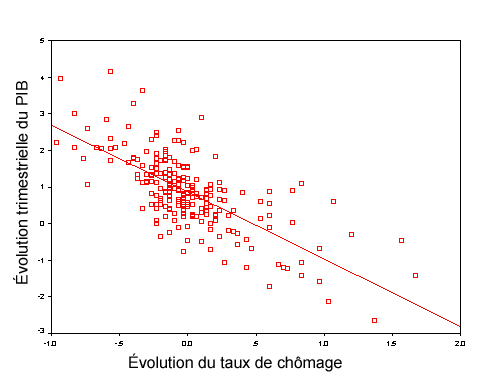
Croissance trimestrielle et évolution du taux de chômage aux États-Unis entre 1947 et 2002

La loi d'Okun, en économie, a été proposée par Arthur Okun en 1962. Elle décrit une relation linéaire empirique entre le taux de croissance (du PIB) et la variation du taux de chômage. En dessous d'un certain seuil de croissance, le chômage augmente ; au-dessus de ce seuil, il diminue, à élasticité constante. 
La loi d'Okun constitue « un lien de toute première importance entre les marchés des produits et celui du travail » qui permet aux économistes de prévoir les effets d'un taux de croissance donné sur le chômage. Aux États-Unis, par exemple, la loi prend la forme : {\displaystyle \Delta U=-0,5\times (\Delta Y/Y(\%)-3)\,}, c'est-à-dire que l'augmentation de 4 % du PIB effectif réduit le taux de chômage de seulement 0,5 %, d'après les estimations.

## Une relation linéaire imparfaite

### Deux éléments clés: seuil critique et coefficient
Dans Potential GNP: Its measurement and significance, American Statistical Association, Proceedings of the Business and Economics Section en 1962, et un peu plus tard dans un livre, devenus depuis lors très célèbres, Arthur Okun établit une loi qui prit la forme mathématique suivante:  {\displaystyle ({\overline {Y}}-Y)/{\overline {Y}}=c(u-{\overline {u}})}, où
- {\displaystyle {\overline {Y}}} est la production potentielle
- {\displaystyle Y} est la production réelle
- {\displaystyle {\overline {u}}} est le taux de chômage naturel
- {\displaystyle u} est le taux de chômage effectif ou réel
- {\displaystyle c} est le coefficient d'Okun, saisissant l'élasticité du taux de chômage à la variation de la production.

Après ses estimations, il trouve une équation de la forme suivante {\displaystyle \Delta U=-0,5\times (\Delta Y/Y(\%)-3)\,}. Cette relation met en évidence un premier phénomène : la croissance ne fait diminuer le taux de chômage que si elle dépasse un seuil critique, de 3 % dans le cas de l'estimation d'Okun. En dessous de ce seuil, le chômage, au contraire, augmente. Cela renvoie à deux facteurs :
1. Premièrement, la population active n'est pas stable. Si elle croît, par exemple, à un taux de 1 % par an, il est nécessaire que le nombre d'emplois progresse à un rythme identique pour que le taux de chômage reste constant : le taux de croissance de la production doit lui aussi être de au moins 1 %.
2. D'autre part, la productivité du travail s'accroît chaque année. La production économique doit donc avoir un taux de croissance identique à celui de la productivité, pour que le taux de chômage reste constant. En dessous de ce taux de croissance, les gains de productivité détruisent des emplois. Au-dessus, l'économie crée des emplois.

Si on suppose que les gains de productivité sont de 1,3 % par an, et que la population augmente de 1,7 %, comme aux États-Unis, la production doit donc croître de (1+1,3 %)(1+1,7%) - 1 = 3 % pour maintenir stable le taux de chômage. Au-dessus de ce seuil, la croissance de la production est supérieure à l'augmentation de la production potentielle - agrégation de la population active et celle des gains de productivité : par conséquent, le taux de chômage diminue.

### Un seuil variable selon les pays: les cas français et américain

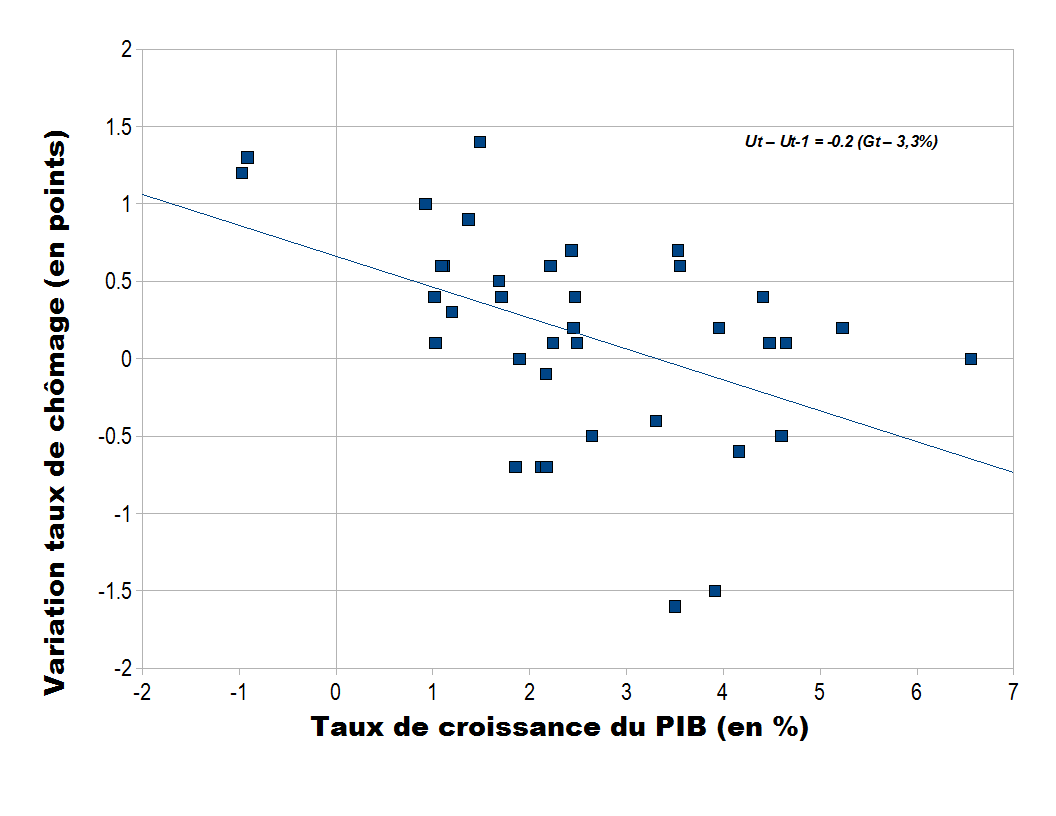
Croissance du PIB et évolution annuelle du taux de chômage en France entre 1970 et 2007

La relation que décrit la loi d'Okun ne prend toutefois pas nécessairement les mêmes valeurs en fonction des pays et des époques. En particulier, le seuil à partir duquel chaque point de croissance conduit à une baisse du taux de chômage, de même que le coefficient d'Okun, varient en fonction du temps et du pays concerné. Il n'a pas ainsi les mêmes valeurs en France qu'aux États-Unis, et celles-ci se modifient avec les changements structurels que connaît l'économie.
Considérons le cas français pour illustrer la variabilité du coefficient d'Okun.
On constate que le seuil de croissance au-dessus duquel l'économie française crée des emplois a nettement diminué. Il était de 4,94 % de 1970 à 1989 puis est passé à 1,94 % depuis 1990. Le taux de croissance au-dessus duquel le taux de chômage baisse est, ainsi, beaucoup plus faible dans la période récente que dans les années 1970 et 1980 : il suffit que la production croisse de plus de 1,94 % pour que le chômage diminue. Cette baisse du seuil critique est en large partie dû à la très forte diminution des gains de productivité qu'a connu l'économie française : de 2,5 % par an dans les années 1970 et 1980, la croissance de la productivité par tête n'a été que de 1,3 % dans les années 1990.

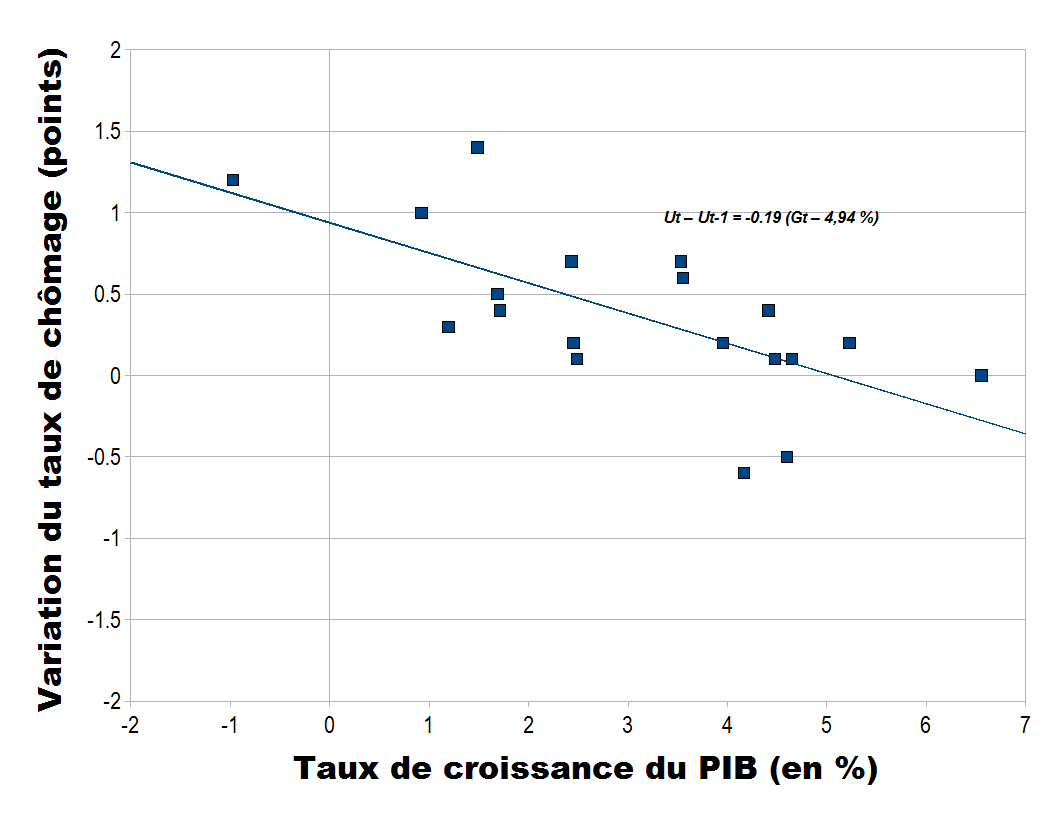
Croissance du PIB et évolution annuelle du taux de chômage en France entre 1970 et 1989

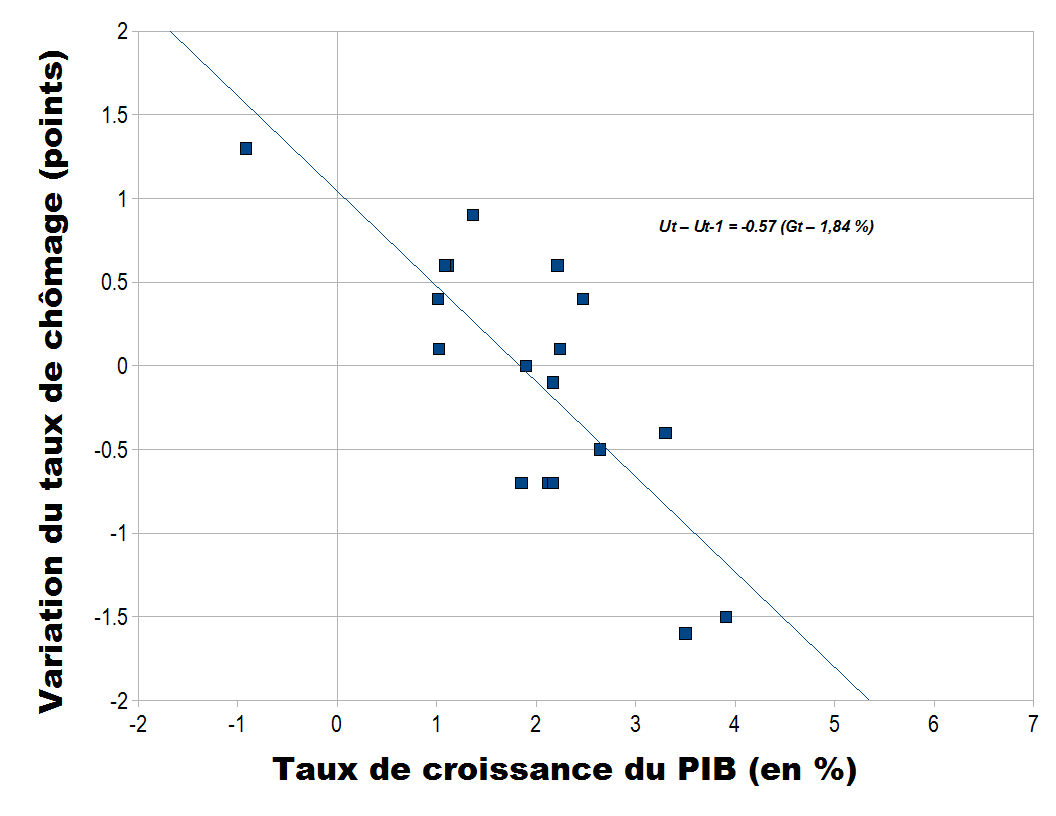
Croissance du PIB et évolution annuelle du taux de chômage en France entre 1990 et 2007

### Le coefficient d'Okun: les exemples français et américain
La France a sur une longue période, un coefficient d'Okun plus faible que celui des États-Unis : il est de 0,2 de 1970 à 2007, soit une valeur significativement plus basse qu'aux États-Unis (0,5 entre 1947 et 2002). Autrement dit, chaque point de croissance au-dessus du seuil critique crée moins d'emploi en France qu'aux États-Unis (baisse de 0,2 point du taux de chômage contre 0,5), de même que chaque point en dessous du seuil critique en détruit moins. 
Toutefois, les valeurs de la loi d'Okun ont nettement changé en France durant la période récente, rejoignant celles des États-Unis. Ainsi, Olivier Blanchard et Daniel Cohen estiment que le coefficient d'Okun n'était, en France, que de 0,17 au cours des années 1960 et 1970, contre 0,40 de 1981 à 2000. Les graphiques ci-dessous, fondés sur un découpage temporel partiellement différent, donnent des valeurs proches : le coefficient vaudrait 0,19 de 1970 à 1989 tandis qu'il serait aujourd'hui de 0,57.
La croissance s'est donc « enrichie en emploi » en France : au-dessus du seuil critique, pour un même taux de croissance que de 1970 à 1989, l'économie française crée plus d'emploi aujourd'hui.
Cet « enrichissement de la croissance en emploi » peut s'expliquer par la libéralisation du marché du travail. En effet, le coefficient dépend de la façon dont les entreprises adaptent leur volume de main d'œuvre aux variations temporaires de la production : plus elles sont flexibles, et ajustent la main d'œuvre à la production, plus le coefficient est fort. Les entreprises embauchent en effet davantage en cas de hausse de la production, comme elles licencient plus en cas de baisse : un même taux de croissance a donc un effet plus important sur le taux de chômage, à la hausse comme à la baisse. Ainsi, plus les contraintes légales et sociales à l'embauche et au licenciement sont fortes, plus le coefficient doit être faible. En diminuant les contraintes pesant sur le marché du travail et la sécurité de l'emploi, la France aurait ainsi augmenté son coefficient d'Okun .

## Une loi robuste?
La loi d'Okun (ou l'intuition d'Okun) s'est révélée être une des relations les plus durables de la macroéconomie moderne. Maintenant, elle est souvent présentée comme étant une des croyances fondamentales ancrées dans la tête des économistes. C'est devenu un acquis de la macroéconomie. Elle séduit également par sa durabilité et sa simplicité, deux qualités rares dans cette discipline qu'est la science économique. 
Toutefois, cette loi soulève quelques critiques: la variabilité du coefficient d'Okun en fonction du temps (cf. section précédente) ou son inexistence dans certaines économies en sont des exemples.
En outre, on peut constater que cette variation est fortement fonction des pays. En 1993, dans un article retentissant, cette relation a été mise en évidence par Martin Prachowny. L'auteur, mettant en rapport la croissance du PIB sur les variations du taux de chômage, montre qu'une baisse de 3 % de la production augmente de 1 % le taux de chômage. L'ampleur de la baisse semble être en déclin au fil du temps aux États-Unis. Plus récemment, Andrew Abel et Ben Bernanke (2005), se fondant sur des estimations et des données récentes, montrent une baisse de 2 % de la production pour chaque point de pourcentage d'augmentation du taux de chômage. 
Dans un article de Jim Lee (2000), intitulé The Robustness of Okun’s Law: Evidence from OECD countries, l'auteur  évalue la solidité de la loi d'Okun, en se fondant sur des données d'après-guerre pour 16 pays de l'OCDE. Ses résultats sont sans appel : la loi d'Okun est statistiquement valable pour la plupart des pays. Cependant, si quantitativement les résultats sont presque uniformes, ils le sont moins qualitativement. Ainsi, l'auteur atteste qu'il y aurait une variation du coefficient d'Okun, dû au changement structurel dans les années 1970, et ce, dans la plupart des pays. Jim Lee pense que les estimations sont tributaires de plusieurs éléments, dont : le choix de modèles, les spécifications, la pertinence des données.
Cependant, cet article de Jim Lee s'est focalisé sur les pays de l'OCDE. Les études concernant des pays autres que ceux de l'OCDE sont rares. Qu'à cela ne tienne, dans d'autres études utilisant un groupe de pays autre que ceux de l'OCDE ou d'études de cas à un seul pays, l'intuition d'Okun n'est pas vraiment remise en cause. André Makutubu Balibwanabo et Oasis Kodila Tedika trouvent que celle-ci est également d'application en République démocratique du Congo. C'est le cas également de Ngoo Yee Ting et Loi Siew Long pour la Malaisie, de Leobardt de Jesus et E. Loria pour le Mexique, etc. Dans une conférence internationale, intitulée The Unemployment Crisis in the Arab Countries, tenue le 17-18 mars 2008, au Caire, en Egypte, Imad A. Moosa constate presque l'absence de cette relation dans les pays arabes (Algérie, Égypte, Maroc et Tunisie).
Néanmoins, cette absence pour l'auteur, ne signifie pas que cette relation n'existe pas, mais plutôt indique quel type de chômage sévit dans ce pays. Dans le cas de 'chômage structurel', cette loi aurait du mal à être appliquée. Pour tenter de l'expliquer, les économistes envisagent plusieurs raisons possibles, selon la situation relative de chaque pays:
- toute croissance ne crée pas forcément d'emploi : c'est le cas d'une croissance portée par le gain de productivité (cf. supra)
- toute croissance ne crée pas forcement de nombreux emplois : c'est la théorie du contenu d'emploi dans la croissance (cf. supra)
- la structure du marché du travail : les rigidités du marché entrainent une différence du coefficient d'Okun entre les pays.
- structure du pays : dans des pays qui souffrent de « croissance de mauvaise qualité » (où la croissance est portée par un secteur peu créateur d'emplois), l'amélioration,  en termes de baisse du chômage est faible.
- la théorie des appariements ou « job matching »
- les chômeurs peuvent se retirer du marché du travail (arrêt de demandeurs d'emploi), après quoi ils ne sont plus comptés dans les statistiques du chômage.
- sur le moyen et long termes les facteurs démographiques (entrants et sortants du marché) sont majeurs pour comprendre l'offre de travail des actifs.

Certaines critiques de cette loi ont été exprimées.

## À la recherche des fondements
À cause de certaines difficultés rencontrées, dans l'estimation des variables dites naturelles,, - {\displaystyle {\overline {Y}}} and {\displaystyle {\overline {u}}} - dans la version originelle d'Okun (cfr. ci-dessous), cette relation a été simplifiée comme suit : 
{\displaystyle \Delta Y/Y\approx k-c\Delta u}
où
- {\displaystyle Y} and {\displaystyle c}, ci-dessus définis
- {\displaystyle \Delta Y} est le taux de croissance économique
- {\displaystyle \Delta u} est la variation du taux de chômage
- {\displaystyle k} est le rythme tendanciel de croissance de la production potentielle

Cette approximation a depuis lors rencontré un certain succès: mentionnée dans les manuels classiques d'enseignement en économique (Blanchard-Cohen, 2006; Abel-Bernanke, 2005; Mankiw, 2003); citée dans un article scientifique (André-Oasis, 2010).(réf?)